# Berliner Philharmoniker
I Berliner Philharmoniker (nome ufficiale prima del 2002 Berliner Philharmonisches Orchester, cioè Orchestra filarmonica di Berlino) sono una tra le più prestigiose orchestre sinfoniche del mondo.

## Storia
Nata dallo scioglimento di due complessi orchestrali berlinesi nel 1882, l'orchestra intraprese una brillante attività concertistica sotto la guida di Franz Wüllner.
L'orchestra elegge autonomamente il proprio direttore stabile; dalla creazione del complesso i direttori stabili sono stati: Franz Wüllner dal 1883, Hans von Bülow dal 1887, Arthur Nikisch dal 1895, Wilhelm Furtwängler dal 1922, e poi dal 1955 Herbert von Karajan ne divenne il direttore per 35 anni. Con Nikisch, i Berliner affrontarono la loro prima registrazione di una composizione completa: nel 1913 incisero per la Deutsche Grammophon la sinfonia n.5 in do minore di Beethoven, evento sensazionale per quei tempi.
Dopo la Seconda guerra mondiale Furtwängler fu sospeso momentaneamente dall'incarico e il suo posto fu ricoperto provvisoriamente da Sergiu Celibidache. La storia ufficiale dice che, sfruttando una mancanza di Celibidache, Herbert von Karajan sia riuscito a farsi nominare direttore dell'Orchestra.
Nell'epoca di Karajan, l'orchestra fu impegnata in un lavoro costante di miglioramento della qualità sonora: von Karajan impose l'acquisto di nuovi strumenti, un ricambio generazionale continuo, ed un ampliamento notevole del repertorio. L'evento che portò alla frattura definitiva tra i filarmonici berlinesi e Karajan fu il fatto che Karajan fece assumere con un contratto temporaneo la clarinettista Sabine Meyer, dopo che questa non aveva ricevuto abbastanza voti dell’Orchestra da poter vincere il posto di Primo clarinetto, in sostituzione di Karl Leister. L’orchestra ottenne le dimissioni del Sovrintendente (colpevole agli occhi dell’orchestra di aver ceduto alle richieste del Maestro) e la sospensione del contratto alla musicista. Il Maestro, in risposta, li rimpiazzò al Festival di Salisburgo con i filarmonici viennesi. Acquisirono sempre più importanza le già delicatissime condizioni di salute di Karajan (soffriva di artrite reumatoide) e alla fine si arrivò alla rescissione in tronco del contratto del direttore. Si attese però la morte del maestro per l'assunzione di un nuovo direttore. Dal 1989, dopo la morte di Karajan, il nuovo direttore dei Berliner è stato per 12 anni Claudio Abbado. Dal 2002 gli è succeduto Simon Rattle. Caratteristica principale dell'orchestra è la pregevole qualità del suono, che i componenti di questa compagine riescono a produrre nell'esecuzione di qualsiasi brano musicale.

## Direttori stabili

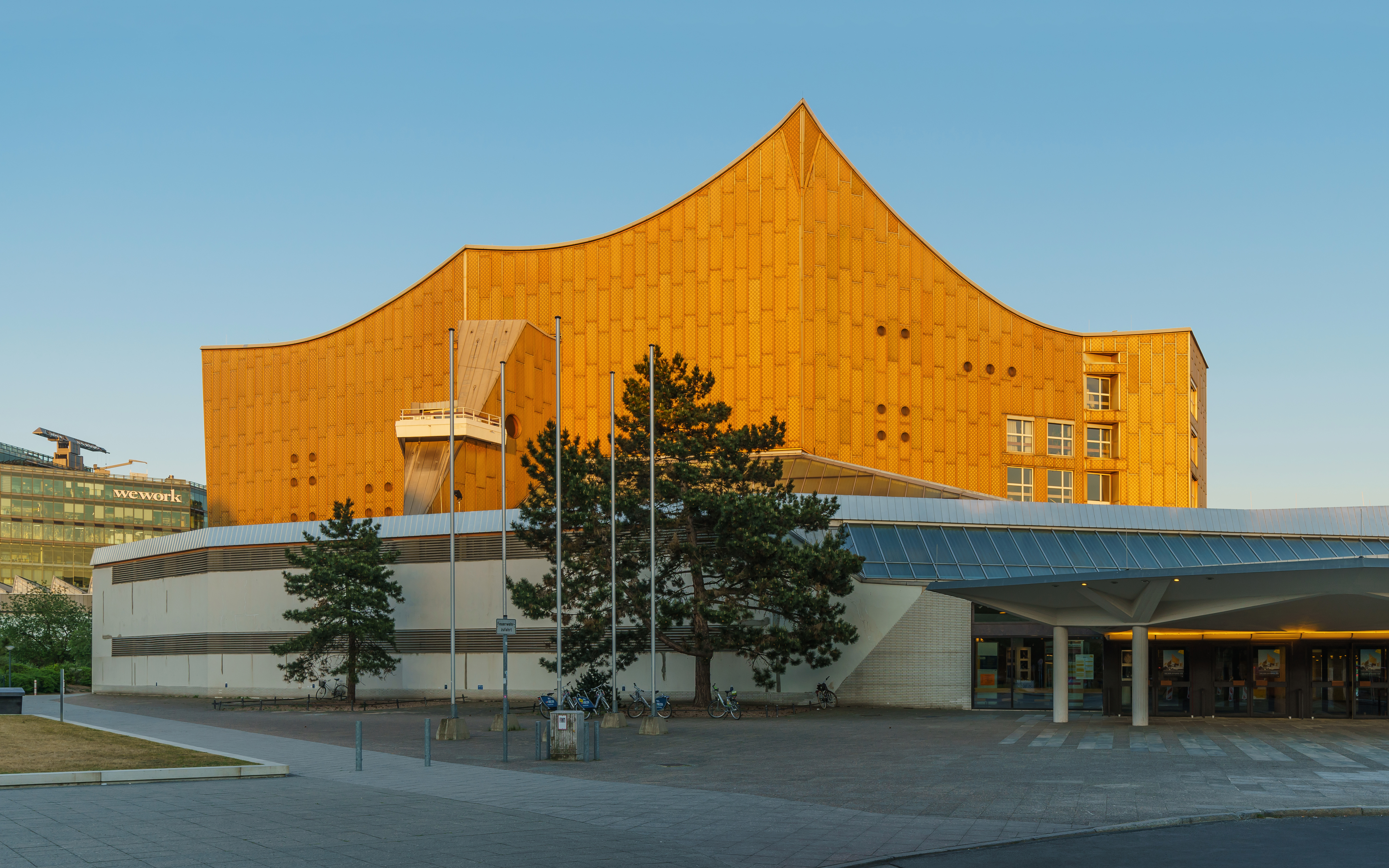
La Philharmonie di Berlino, sede dei Berliner Philharmoniker

| - Ludwig von Brenner (1882-1887) - Hans von Bülow (1887-1892) - Arthur Nikisch (1895-1922) - Wilhelm Furtwängler (1922-1945) - Leo Borchard (maggio-agosto 1945) | - Sergiu Celibidache (1945-1952) - Wilhelm Furtwängler (1952-1954) - Herbert von Karajan (1954-1989) - Claudio Abbado (1989-2002) - Simon Rattle (2002-2018) - Kirill Petrenko (2019-) |

## I Berliner al cinema
L'orchestra appare in svariati film e documentari cinematografici e televisivi:

### Filmografia (parziale)
- Die Fledermaus, regia di Paul Verhoeven e (supervisione) Hans H. Zerlett (1937)
- Tár, regia di Todd Field (2022)

## Premi
Classical BRIT Awards
- 2001 - "Ensemble/Orchestral Album of the Year" - Sir Simon Rattle, Mahler: Symphony No. 10 (EMI, 2000)
- 2003 - "Ensemble/Orchestral Album of the Year" - Sir Simon Rattle, Mahler: Symphony No. 5 (EMI, 2002)

Grammy Award
- 1970 - Grammy Award for Best Opera Recording - Herbert von Karajan, Helga Dernesch, Thomas Stolze, Jess Thomas, Wagner: Siegfried (DGG, 1969)
- 1979 - Grammy Award for Best Orchestral Performance - Herbert von Karajan, Beethoven: Symphonies (9) (Complete)
- 1993 - Grammy Award al miglior album di musica classica e Grammy Award for Best Orchestral Performance - Leonard Bernstein, Mahler: Symphony No. 9 (DGG, 1992; registrazione 1979)
- 1995 - Grammy Award for Best Chamber Music Performance - Daniel Barenboim, Dale Clevenger, Larry Combs, Daniele Damiano, Hansjörg Schellenberger, Beethoven/Mozart: Quintets (Chicago-Berlin) (1994)
- 1998 - Grammy Award for Best Small Ensemble Performance - Claudio Abbado, Hindemith: Kammermusik Nr. 1 mit Finale 1921, Op. 24 No. 1 (con membri della Berliner Philharmoniker) (EMI, 1996)
- 1999 - Grammy Hall of Fame Award - Mozart: The Magic Flute (Die Zauberflöte), Berliner Philharmoniker/Thomas Beecham/Heinrich Tessmer/Irma Beilke/Gerhard Husch/Wilhelm Strienz/Tiana Lemnitz/Erna Berger/Helge Roswaenge, 1938 RCA Victor/Classical Moments/Naxos
- 2000 - Grammy Award for Best Classical Vocal Performance - Claudio Abbado, Anne Sofie von Otter, Thomas Quasthoff: Mahler: Des Knaben Wunderhorn (DGG, 1999)
- 2001 - Grammy Award for Best Orchestral Performance - Sir Simon Rattle, Mahler: Symphony No. 10 (EMI, 2000)
- 2007 - Grammy Award for Best Instrumental Soloist(s) Performance With Orchestra - Antonio Pappano, Leif Ove Andsnes: Rachmaninov, Piano Concertos 1 & 2 (EMI, 2006)

Gramophone Award
- 1981 - "Orchestral Record of the Year" - Herbert von Karajan, Mahler: Symphony No. 9 (DGG, 1980)
- 1984 - "Record of the Year" - Herbert von Karajan, Mahler: Symphony No. 9 (DGG, 1984; live recording 1982)
- 2000 - "Orchestral Record of the Year" - Sir Simon Rattle, Mahler: Symphony No. 10 (EMI, 2000)
- 2004 - "Concerto" - Mariss Jansons, Leif Ove Andsnes, Edvard Grieg: Piano Concerto and Robert Schumann: Piano Concerto (EMI, 2004)
- 2006 - "Record of the Year" - Claudio Abbado, Mahler: Symphony No. 6 (DGG, 2005)

ECHO (music award) (ex Deutscher Schallplattenpreis) della Deutsche Phono-Akademie
- 2003 - Chorwerkeinspielung - Sir Simon Rattle, Rundfunkchor Berlin, MDR-Rundfunkchor Leipzig, Ernst-Senff-Chor Berlin, Karita Mattila, Anne Sofie von Otter, Thomas Moser, Philip Langridge, Thomas Quasthoff: Schoenberg, Gurrelieder (EMI, 2002)
- 2006 - Musik-DVD Produktion des Jahres - Sir Simon Rattle, Thomas Grube und Enrique Sánchez Lansch (Regie), Uwe Dierks (Produzent): Rhythm Is It! (2005)
- 2006 - Sinfonische Einspielung - Claudio Abbado: Mahler, Symphonie Nr. 6 (DGG, 2005)

Timbre de Platine (Platinum Stamp) awarded by Opéra International magazine
- 1987 - Riccardo Muti, Mozart: Requiem (EMI, 1987)

## Discografia parziale
- Bach, Conc. brand. n. 1-3/Suite n. 3 - Karajan/BPO, Deutsche Grammophon
- Bach, Conc. brand. n. 1-6/Suites o. - Karajan/BPO, Deutsche Grammophon
- Bach, Passione Matteo - Karajan/BPO/Schreier/Janowitz, Deutsche Grammophon
- Bach, Cantatas - Berliner Philharmoniker/Dietrich Fischer-Dieskau/Karl Forster, EMI
- Bartók, Bluebeard's Castle - Berliner Philharmoniker/Bernard Haitink/John Tomlinson/Sandor Eles, 2005 EMI
- Beethoven, Conc. pf. n. 1-5/Triploconcerto - Abbado/Pollini/Brunello/BPO, 1992 Deutsche Grammophon
- Beethoven, Conc. pf. n. 1, 2 - Pollini/Abbado/BPO, 1992 Deutsche Grammophon
- Beethoven, Conc. pf. n. 3, 4 - Pollini/Abbado/BPO, 1992 Deutsche Grammophon
- Beethoven, Conc. pf. n. 4, 5 - Kempff/Leitner/BPO, Deutsche Grammophon
- Beethoven, Conc. pf. n. 5 - Pollini/Abbado/BPO, 1993 Deutsche Grammophon
- Beethoven, Conc. vl. - Mutter/Karajan/BPO, 1979 Deutsche Grammophon
- Beethoven, Ouvertures (compl.) - Karajan/BPO, Deutsche Grammophon
- Beethoven, Sinf. n. 1-9 (1963) - Karajan/BPO, 1961/1962 Deutsche Grammophon
- Beethoven, Sinf. n. 1-9/Ouvertures - Karajan/BPO, Deutsche Grammophon
- Beethoven, Sinf. n. 2, 7 - Karajan/BPO, 1977 Deutsche Grammophon
- Beethoven, Sinf. n. 3, 4 - Karajan/BPO, 1962 Deutsche Grammophon
- Beethoven, Sinf. n. 3/Egmont - Karajan/BPO, 1984/1985 Deutsche Grammophon
- Beethoven, Sinf. n. 4, 7 - Karajan/BPO, 1983 Deutsche Grammophon
- Beethoven, Sinf. n. 5, 6 - Karajan/BPO, 1982 Deutsche Grammophon
- Beethoven, Sinf. n. 5, 6, 9 - Abbado/BPO/Mattila/Urmana/Moser/Quasthoff, 2000 Deutsche Grammophon
- Beethoven, Sinf. n. 5, 7 - Karajan/BPO, 1984 Deutsche Grammophon
- Beethoven, Sinf. n. 6/Coriolano/Rovine - Karajan/BPO, 1970/1977 Deutsche Grammophon
- Beethoven, Sinf. n. 9 - Karajan/BPO/Perry/Cole/Baltsa, 1983 Deutsche Grammophon
- Beethoven, Sinf. n. 9 - Karajan/BPO/Baltsa/Schreier, 1976 Deutsche Grammophon
- Beethoven, Sinf. n. 9/Egmont - Fricsay/BPO/Seefried/Fischer-D, 1958 Deutsche Grammophon
- Beethoven, Triploconc./Egmont/Coriolano - Zoltser/Mutter/Ma/Karajan/BP, Deutsche Grammophon
- Beethoven, Fidelio - Herbert von Karajan & Berliner Philharmoniker, EMI
- Beethoven Mozart, Quintets - Barenboim/Chicago-Berlin (Chicago Symphony Orchestra e Berliner Philharmoniker)/Clevenger/Combs/Damiano, 1993 Erato
- Berlioz, Sinfonia fantastica/Dannaz. Faust - Karajan/BPO, Deutsche Grammophon
- Bizet, Carmen - Herbert von Karajan/Berliner Philharmoniker/Agnes Baltsa/José Carreras/José van Dam, 1983 Deutsche Grammophon
- Brahms, Conc. pf. n. 1-2 - Pollini/Abbado/BPO, Deutsche Grammophon
- Brahms, Danze ungh. n. 1-21/Serenate/Ouv. accademica e tragica - Abbado/BPO/WPO, Deutsche Grammophon
- Brahms, Schicksalslied/Nänie/Rapsodia - Abbado/BPO, Deutsche Grammophon
- Brahms, Sinf. n. 1, 3 - Karajan/BPO, 1978 Deutsche Grammophon
- Brahms, Sinf. n. 1-4 - Karajan/BPO, 1986/1988 Deutsche Grammophon
- Brahms, Sinf. n. 1-4 - Jochum/BPO, Deutsche Grammophon
- Brahms, Sinf. n. 2, 4 - Karajan/BPO, 1978 Deutsche Grammophon
- Brahms, Sinf. n. 3, 4 - Karajan/BPO, Deutsche Grammophon
- Brahms Beethoven, Conc. vl./Triplo conc. - Karajan/Mutter/Zeltser/Ma/BPO, 2003 Deutsche Grammophon
- Brahms Dvorak, Danze ungh./Danze slave - Karajan/BPO, Deutsche Grammophon
- Brahms Dvorak Borodin, Danze ungh./Slave/Polovesiane - Karajan/BPO, Deutsche Grammophon
- Brahms Grieg, Conc. pf. n. 2/Conc. pf. op. 16 - Anda/Karajan/Kubelik/BPO, Deutsche Grammophon
- Bruckner, Sinf. n. 9 - Karajan/BPO, Deutsche Grammophon
- Ciaikovsky, Conc. pf. n. 1, 2 - Cherkassky/Ludwig/Kraus/BPO, Deutsche Grammophon
- Ciaikovsky, Lago dei cigni/Bella/Schiaccianoci - Karajan/BPO, Deutsche Grammophon
- Ciaikovsky, Ouv. 1812/Ser. archi/Polonaise - Karajan/BPO, Deutsche Grammophon
- Ciaikovsky, Sinf. n. 1-3/Capr. It./Marcia slava - Karajan/BPO, Deutsche Grammophon
- Ciaikovsky, Sinf. n. 1-6/Ouv. 1812/Ser. per archi/Eugen Onegin - Karajan/BPO, Deutsche Grammophon
- Ciaikovsky, Sinf. n. 4, 5, 6 - Karajan/BPO, Deutsche Grammophon
- Ciaikovsky Dvorak, Seren. archi - Karajan/BPO, Deutsche Grammophon
- Ciaikovsky Dvorak, Var. rococò/Conc. vlc. - Rostropovich/Karajan/BP, 1968 Deutsche Grammophon
- Debussy, Pelléas (suite)/3 Notturni/Prélude - Abbado/BPO, 1998/1999 Deutsche Grammophon
- Debussy, Pelléas et Mélisande - Frederica von Stade/Ruggero Raimondi/Berliner Philharmoniker/Herbert von Karajan, EMI
- Debussy Mussorgsky Ravel, Mer/Quadri di un'esp./Bolero - Karajan/BPO, Deutsche Grammophon
- Debussy Ravel, Mer/Prelude/Bolero/Daphnis - Karajan/BPO, 1964/1966 Deutsche Grammophon
- Dukas Saint-Saëns Berlioz, Appr. stregone/Sinf. n. 3/Ouvertures: Le corsaire, Benvenuto Cellini, Carnevale romano - Preston/Levine/BPO, 1986/1991 Deutsche Grammophon
- Dvorak, Conc. vlc./Sinf. n. 8 - Fournier/Szell/Kubelik/BPO, 1961/1966 Deutsche Grammophon
- Dvorak, Sinf. n. 8, 9 - Kubelik/BPO, Deutsche Grammophon
- Dvorak, Sinf. n. 9 - Kubelik/BPO, Deutsche Grammophon
- Dvorak, Sinf. n. 9/Danze slave - Karajan/BPO, Deutsche Grammophon
- Dvorak, Sinf. n. 9/Otello Ouv. op. 93 - Abbado/BPO, 1997 Deutsche Grammophon
- Dvorák: Cello Concerto; Silent Woods; Rondo - Yo-Yo Ma/Lorin Maazel/Berliner Philharmoniker, 1986 Sony/CBS
- Dvorak Smetana Liszt, Sinf. n. 9/Moldava/Préludes - Fricsay/BPO/RSO Berlin, 1960 Deutsche Grammophon
- Grieg, Peer Gynt/Holberg/Sigurd Jors. - Karajan/BPO, Deutsche Grammophon
- Grieg Nielsen, Peer Gynt n. 1-2/Conc. pf. - Karajan/Kubelik/Anda/BPO, Deutsche Grammophon
- Haendel, Mus. sull'acqua/Mus. fuochi - Kubelik/BPO, Deutsche Grammophon
- Hindemith, Kammermusik - Abbado/Berliner Philharmoniker, 1996/1999 EMI
- Liszt, Preludes/Raps. 2, 4 e 5/Fant. su temi ungheresi - Cherkassky/Karajan/BPO, 2002 Deutsche Grammophon
- Liszt Smetana, Preludes/Mazeppa/Moldava - Karajan/BPO, Deutsche Grammophon
- Mahler, Lied von der Erde - Karajan/BPO/Ludwig/Kollo, Deutsche Grammophon
- Mahler, Sinf. n. 1 - Abbado/BPO, Deutsche Grammophon
- Mahler, Sinf. n. 3 - Abbado/BPO/Larsson, 1999 Deutsche Grammophon
- Mahler, Sinf. n. 4 - Karajan/BPO/Mathis, 1979 Deutsche Grammophon
- Mahler, Sinf. n. 5 - Karajan/BPO, Deutsche Grammophon
- Mahler, Sinf. n. 6 - Abbado/BPO, 2004 Deutsche Grammophon
- Mahler, Sinf. n. 7 - Abbado/BPO, 2001 Deutsche Grammophon
- Mahler, Sinf. n. 9 - Bernstein/BPO, 1979 Deutsche Grammophon
- Mahler, Sinf. n. 9 (Live, Berlino, Philharmonie, Settembre 1999) - Abbado/BPO, Deutsche Grammophon
- Mahler Berg, Sinf. n. 4/7 Frühen Lieder - Abbado/BPO/Fleming, 2005 Deutsche Grammophon
- Mendelssohn, Sinf. n. 2 - Karajan/BPO/Mathis/Hollweg, 1972 Deutsche Grammophon
- Mendelssohn, Sinf. n. 3, 4/Ebridi - Karajan/BPO, 1971 Deutsche Grammophon
- Mendelssohn Bruch, Conc. vl./Conc. vl. n. 1 - Mutter/Karajan/BP, 1981 Deutsche Grammophon
- Mozart, Conc. corno n. 1-4 - Seifert/Karajan/BP, Deutsche Grammophon
- Mozart, Conc. vl. n. 3, 5 - Mutter/Karajan/BPO, 1978 Deutsche Grammophon
- Mozart, Divert. K. 287/Seren. K. 525 - Karajan/BPO, Deutsche Grammophon
- Mozart, Flauto magico - Böhm/BPO/Wunderlich/Lear/Otto, 1964 Deutsche Grammophon
- Mozart: The Magic Flute (Die Zauberflöte), Berliner Philharmoniker/Thomas Beecham/Heinrich Tessmer/Irma Beilke/Gerhard Husch/Wilhelm Strienz/Tiana Lemnitz/Erna Berger/Helge Roswaenge, 1938 RCA Victor/Classical Moments/Naxos
- Mozart, Requiem - Abbado/BPO/Mattila/Mingardo, Deutsche Grammophon
- Mozart, Seren. K. 320, 525 - Böhm/BPO, Deutsche Grammophon
- Mozart, Seren. K. 525, 320, 239 - Böhm/BPO/WPO/Galway/Koch, Deutsche Grammophon
- Mozart, Sinf. conc. K. 297b, 364 - Böhm/BPO/Leister/Steins/Piesk, 1964/1966 Deutsche Grammophon
- Mozart, Sinf. n. 1-41 - Böhm/BPO, Deutsche Grammophon
- Mozart, Sinf. n. 29, 32, 33, 35, 36, 38-41 - Karajan/BPO, Deutsche Grammophon
- Mozart, Sinf. n. 40, 41/Ouv. Flauto - Böhm/BPO, Deutsche Grammophon
- Mozart: Mass In C Minor, K. 427 (417a) - Claudio Abbado/Berliner Philharmoniker/Bonney/Auger, 1991 SONY BMG
- Mussorgsky, Quadri/Notte/Salammbo/Joshua - Abbado/BPO, 1993 Deutsche Grammophon
- Mussorgsky Stravinsky, Quadri/Sagra della primavera - Karajan/BPO, Deutsche Grammophon
- Prokofiev, Sinf. n. 1, 5 - Karajan/BPO, Deutsche Grammophon
- Prokofiev, Sinf. n. 1-7/Kijé - Ozawa/BPO/Schmidt, Deutsche Grammophon
- Prokofiev Ravel, Conc. pf. n. 3/Conc. pf. - Argerich/Abbado/BP, 1967 Deutsche Grammophon
- Prokofiev Stravinsky, Sinf. n. 5/Sagra - Karajan/BPO, Deutsche Grammophon
- Rachmaninov, Conc. pf. n. 2, 3 - Zilberstein/Abbado/BP, 1991/1993 Deutsche Grammophon
- Rachmaninov, Danze sinf./Isola dei morti - Maazel/BPO, 1981/1984 Deutsche Grammophon
- Rachmaninov, Sinf. n. 2/Intermezzo da Aleko/Vocalise - Maazel/BPO, 1982/1983 Deutsche Grammophon
- Ravel, Bolero/Alborada/Ma mère/Raps. - Boulez/BPO, 1993 Deutsche Grammophon
- Ravel, Bolero/Alborada/Ma mère/Raps./Daphnis et Chloé/Valse - Boulez/BPO, 1993/1994 Deutsche Grammophon
- Ravel Debussy, Bolero/Mer/Prelude/Daphnis - Karajan/BPO, Deutsche Grammophon
- Respighi Boccherini Albinoni, Fontane/Pini/Quintettino - Karajan/BPO, Deutsche Grammophon
- Rimsky-Korsakov Ciaikovsky, Shéhérazade/Capriccio/Ouv. 1812 - Karajan/BPO, 1967 Deutsche Grammophon
- Schoenberg, Verklärte Nacht/Pelleas - Karajan/BPO, Deutsche Grammophon
- Schubert, Sinf. n. 1-6, 8, 9 - Böhm/BPO, Deutsche Grammophon
- Schubert, Sinf. n. 8, 9 - Karajan/BPO, 1964/1968 Deutsche Grammophon
- Schubert, Sinf. n. 8, 9 - Böhm/BPO, Deutsche Grammophon
- Schumann, Sinf. n. 1-4/Manfred/Genoveva Ouverture - Kubelik/BPO, 1963/1964 Deutsche Grammophon
- Schumann Grieg, Conc. pf. op. 54/Conc. pf op. 16 - Zimerman/Karajan/BPO, 1981 Deutsche Grammophon
- Shostakovich, Sinf. n. 10 - Karajan/BPO, 1981 Deutsche Grammophon
- Sibelius, Conc. vl./Tapiola/Finlandia - Ferras/Karajan/BP, Deutsche Grammophon
- Sibelius, Finlandia/Cigno/Valse/Tapiola - Karajan/BPO, Deutsche Grammophon
- Sibelius, Finlandia/Sinf. n. 2 - Karajan/Kamu/BPO, Deutsche Grammophon
- Stockhausen Kurtag, Gruppen/Grabstein - Abbado/BPO, 1994 Deutsche Grammophon
- Strauss, J., Bel Danubio/Eljen/Marcia pers. - Karajan/BPO, Deutsche Grammophon
- Strauss, J., Radetzky-Marsch/Valzer - Karajan/BPO, Deutsche Grammophon
- Strauss, J., Valzer e polke - Karajan/BPO, Deutsche Grammophon
- Strauss, J., Valzer, marce e polke - Karajan/BPO, Deutsche Grammophon
- Strauss, R., Così parlò/Till/Don Juan - Karajan/BPO, Deutsche Grammophon
- Strauss, R., Don Quixote/Conc. corno n. 2 - Hauptmann/Karajan/BPO, Deutsche Grammophon
- Strauss, R., Musiche per orchestra/Vier letzte Lieder/Lieder - Karajan/BPO/Tomowa-Sintow, 1969/1986 Deutsche Grammophon
- Strauss, R., Sinf. Alpi - Karajan/BPO, Deutsche Grammophon
- Strauss, R., Vier letzte Lieder/Metamorfosi - Janowitz/Karajan/BP, Deutsche Grammophon
- Stravinsky, Sinf. salmi/Sinf. strum a fiato - Boulez/BPO, 1996 Deutsche Grammophon
- Verdi, Falstaff - Abbado/BPO/Terfel/Hampson, 2001 Deutsche Grammophon
- Verdi, Otello - Berliner Philharmoniker/Chöre der Deutschen Oper Berlin/Herbert von Karajan/Vickers/Freni/Glossop, 1988 EMI
- Verdi, Ouvertures e preludi - Abbado/BPO, 1996 Deutsche Grammophon
- Verdi, Ouvertures e preludi - Karajan/BPO, 1975 Deutsche Grammophon
- Verdi Arias - Berliner Philharmoniker/Claudio Abbado/Roberto Alagna, 1998 Deutsche Grammophon
- Verdi: Opera Duets - Angela Gheorghiu/Berliner Philharmoniker/Claudio Abbado/Roberto Alagna, 2003 Warner
- Vivaldi Albinoni Corelli, Quattro stagioni/Adagio/Conc. - Schwalbé/Karajan/BP, Deutsche Grammophon
- Wagner, Anello del Nibelungo - Karajan/BPO, Deutsche Grammophon
- Wagner, Sigfrido - Karajan/Thomas/Dernesch/Stolze, Deutsche Grammophon
- Wagner, Arie e brani orchestrali da Parsifal, Tannhäuser, Tristano, Olandese volante, Walkiria - Terfel/Abbado/BPO, 2000/2002 Deutsche Grammophon
- Wagner, Brani orch. da Parsifal/Tannhäuser/Tristano - Abbado/BPO, 2000/2002 Deutsche Grammophon
- Weber, Invito alla danza/Ouvertures - Karajan/BPO, Deutsche Grammophon
- Webern Berg Schönberg, Passacaglia/Pezzi/Var.op. 31 - Karajan/BPO, Deutsche Grammophon
- Karajan, Intermezzi d'opera - Karajan/BPO, 1967 Deutsche Grammophon
- Karajan, The very best of Adagio Karajan - Karajan/BPO, Deutsche Grammophon
- Karajan Mutter, Tutte le registrazioni DG (1978-88) - Mutter/Karajan/BPO, 1978/1988 Deutsche Grammophon
- James Galway & Berliner Philharmoniker - 1984 Deutsche Grammophon
- Fire & Ice - Berliner Philharmoniker/Plácido Domingo/Sarah Chang, 2001 EMI
- Kozená, Love and longing: Lieder di Dvorak, Ravel e Mahler - Rattle/BPO, 2011 Deutsche Grammophon
- Conc. di Natale, Corelli, Locatelli, Gabrieli - Karajan/BPO, Deutsche Grammophon
- Perfume: The Story of a Murderer/Profumo - Storia di un assassino - Berliner Philharmoniker & Sir Simon Rattle, 2006
- Berliner Philharmoniker, Le grandi registrazioni - Karajan/Abbado/Rattle/Bohm/Giulini/Kubelik/Furtwangler, 1949/2004 Deutsche Grammophon
- Berliner Philharmoniker, Abbado/Fricsay/Giulini/Haitink/ Jochum/Karajan/Maazel/Markevitch - Le grandi sinfonie, 1952/1997 Deutsche Grammophon
- Moment of Glory

## DVD & BLU-RAY parziale
- Beethoven, Sinf. n. 1-9 - Karajan/BPO, 1967/1972 Deutsche Grammophon
- Beethoven, Sinf. n. 4-6 - Karajan/BPO, 1967/1972 Deutsche Grammophon
- Beethoven, Sinf. n. 7-9 - Karajan/BPO/Janowitz/Ludwig, 1968/1971 Deutsche Grammophon
- Brahms, Requiem tedesco (Salisburgo, live, 1978) - Karajan/Janowitz/Van Dam/BPO, 1978 Deutsche Grammophon
- Brahms, Sinf. n. 1-4 - Karajan/BPO, 1973 Deutsche Grammophon
- Brahms Haydn Beethoven, Variazioni Haydn/Conc. per vlc./Sinf. n. 5 - Dudamel/BPO/Capuçon, 2012 Deutsche Grammophon
- Ciaikovsky, Sinf. n. 4, 5, 6 - Karajan/BPO, 1973 Deutsche Grammophon
- Karajan, In concerto (+ Documentario di 60') - Karajan/Weissenberg/BPO, 1973/1978 Deutsche Grammophon
- New Year's Eve, Concert Gala 2011 (Live, Berlino 31.12.2010) - Dudamel/Garanca/BPO, Deutsche Grammophon
- Moment of Glory (Live with the Berlin Philharmonic Orchestra) DVD